# 死刑囚最後の日
死刑囚最後の日（しけいしゅうさいごのひ、フランス語: Le Dernier Jour d'un Condamné  ）は、 1829年に出版されたヴィクトル・ユーゴーの短編小説である。この小説は、死刑を宣告された男の心情を一人称視点の日記として描いている。ユーゴーは、彼自身の死刑廃止論を世間に訴えるためにこの小説を執筆した。

## 概要
ヴィクトル・ユーゴーはギロチンによる処刑を何度か目撃し、社会が処刑を容認している光景に怒りを覚えていた。ユーゴーが　『死刑囚最後の日』を書き始めたのは、死刑執行人が予定された処刑のためにギロチンに油を塗っていた市庁舎広場を通った翌日であった。彼は素早くこの本を書き上げた。この本は、1829年2月にチャールズ・ゴセリンによって匿名で出版された。 3年後の1832年3月15日、ユーゴーは長い序文と自身の署名を添えて物語を完成させた。

## あらすじ
19世紀のフランスでギロチンによる死刑を宣告されたある男性が、処刑を待つ間、自分の考え、感情、恐怖を手記に書き留めている。彼の手記は、彼の独房内外の風景や彼自身の心情など、彼が収監されてから死刑が執行される直前までの様子を一人称視点で執筆している。彼は誰かを殺したことを漠然とほのめかしているが、彼の名前や罪などが読者に知らされることは最後までない。
興味深いことに、この小説には、ユーゴーのレ・ミゼラブルの主人公であるジャン・バルジャンの構想も含まれている。本作の主人公が処刑を待っているとき、彼は別の死刑囚に出会う。その死刑囚は、妹の家族を救うために一斤のパンを盗んだために監獄へ送られたと主人公に語る。これはジャン・バルジャンの境遇と類似する。
死刑囚が処刑される日、彼は3歳の娘マリーとの面会が叶うが、1年ぶりで髭を生やした彼を娘は父親だと認識することはなく、また父親は既に亡くなっていると彼に話す。
主人公は荷馬車に乗せられ、ギロチンが設置されている市庁舎前のグレーヴ広場へと連行される。彼の死刑執行を見物に来た群衆の叫び声を聞きながら、死刑執行予定時刻の4時が訪れる。

## 影響
『死刑囚最後の日』はユーゴーの他の作品ほど知られていないが、この小説はフョードル・ドストエフスキーによって「ヒューゴーが書いたすべての作品の中で最も現実的で真実に満ちている」と称賛された。

## 主な日本語訳
- 豊島与志雄訳 『死刑囚最後の日』 岩波文庫   1982年
- 小倉孝誠訳 『死刑囚最後の日』 光文社古典新訳文庫  2018年